# Martin Laurendeau
Martin Laurendeau (Montréal, 10 luglio 1964) è un ex tennista e allenatore di tennis canadese.

## Carriera
Nel 1987 gioca i primi tornei dello Slam e fa l'esordio con la squadra canadese di Coppa Davis, l'anno successivo si qualifica per gli US Open dove raggiunge a sorpresa gli ottavi di finale prima di arrendersi a Darren Cahill. Il mese successivo si qualifica invece per le Olimpiadi di Seul dove viene sconfitto in quattro set dalla testa di serie Anders Järryd, grazie a questi risultati entra nella top-100 mondiale con un picco alla 90ª posizione.
Terminata la carriera agonistica è stato nominato come capitano della squadra canadese in Coppa Davis, ruolo che ha ricoperto per quindici anni prima di dedicarsi pienamente a quello di allenatore seguendo il connazionale Denis Shapovalov.